# Munjong de Joseon
Regele Munjong al Joseonului (n. 3 octombrie 1414, Districtul Jongno⁠(d), Seul, Dinastia Joseon – d. 14 mai 1452, Districtul Jongno⁠(d), Seul, Dinastia Joseon), născut Yi Hyang, a fost al cincilea rege al dinastiei care a condus Coreea între 1450-1452. A fost fiul cel mare al lui Sejong cel Mare și i-a urmat la tron acestuia în 1450, dar a murit din cauza unei boli doi ani mai târziu. A fost urmat la tron de fiul său, Danjong. Cele mai multe din realizările sale au venit în perioada când era prinț. Deși majoritatea cunosc faptul că Jang Yeong-sil a inventat pluviometrul (vezi Recenzia Regele Sejong), ”Analele Dinastiei Joseon„ ne spun faptul că Prințul moștenitor Munjong a fost cel care a descoperit măsurarea nivelului de apă din pământ. De asemenea, spre sfârșitul domniei lui Sejong, Munjong a fost cel care s-a ocupat de țară, întrucât tatăl său era foarte bolnav. A fost urmat la tron de către fiul său Danjong.
Munjong a fost cel mai lung titular al poziției de print în timpul dinastiei Joseon, care deține poziția 1421-1450, un record de 29 de ani. Din 1442 până la propria urcare pe tron în 1450, el a servit ca regent al  Regelelui Sejong.

## Familie
- Tata: Regele Sejong (세종)
- Mama: Regina Soheon din clanul Cheongsong Shim  (소헌왕후 심씨, Septembrie 28, 1395 – Martie 24, 1446)
- Consoarte:

1. Consoarta regală  Hwi[1] din clanul Andong Kim  (휘빈 김씨, 1410–1429)[2][3]
2. Consoarta regală Sun din Ha-eum Bong clan (순빈 봉씨, 1414–1436)
3. Regina Hyeondeok[4]
  1. Yi Hong-wi, Prințul Regal Moștenitor(이홍위 왕세자),
  2. Prințesa Gyeonghye (경혜공주, 1436 – 30 decembrie 1473),
4. Consoarta Suk din clanul Namyang Hong  (숙빈 홍씨)
  1. O fată, moartă în copilărie
5. Yang Sa-chik (사칙 양씨)
  1. Prințesa Gyeongsuk (경숙옹주, 1439–?)
  2. O fată, moartă în copilărie
6. Moon Suk-ui din clanul Nampyeong Mun
7. Kwon So-yong (소용 권씨)
8. Jeong So-yong (소용 정씨)
9. Yoon So-hun (소훈 윤씨)
10. Yoo Seung-hwi (승휘 유씨)

1. Court Lady Jang (상궁 장씨)

Regele Sejong este considerat ca fiind cel mai bun rege din istoria coreeană, cu toate acestea el nu a avut cele mai bune relații cu nurorile . El a avut grijă în special de consoarta Sun al clanului Ha-eum Bong (순빈 봉씨), după ce se confruntă cu o pierdere a primei noră.
În primul rând, consoarta regală Hwi din clanul Andong Kim a vrut să câștige dragostea lui Munjong. Ea a ars pantofi iubirii Munjong și a făcut-o să bea cenușă cu alcool. Mai târziu, regele Sejong a aflat și ea a fost dat afară din poziția ei, care a fost cea de a doua cea mai înaltă poziție în cazul în care femeia ar putea merge în timpul dinastiei Joseon.

## Numele postum
- Regele Munjong Gongsun Heummyung Insuk Gwangmun Seonghyo cel mare al Coreei
- 문종공순흠명인숙광문성효대왕
- 文宗恭順欽明仁肅光文聖孝大王

## Referinte
1. ↑  Given as a temple name upon her death in 1429
2. ↑  Daughter of Kim O-mun (김오문), Lord Anjeong (안정공), Magistrate Pandon-ryeong (판돈령부사); and Lady Yi (이씨 부인). Granddaughter of Kim Gu-deok (김구덕). Niece of Royal Noble Consort Myeong  (명빈 김씨), thru her relationship as Kim Oh-mun's elder sister
3. ↑  First Princess Consort to the Royal Prince Successor, married in 1427. Formally separated in 18 august 1429, then later committed suicide
4. ↑  Una dintre fostele concubine Munjong lui; Rang 'Seung-Hwi ". Lady Hyeondeok a devenit, Prințesa Consortă a Succesor Regale Prințul (현덕빈) la căsătoria ei